# Coenonympha pallida
Coenonympha pallida är en fjärilsart som beskrevs av Revon 1939. Coenonympha pallida ingår i släktet Coenonympha och familjen praktfjärilar. Inga underarter finns listade i Catalogue of Life.